# 小行星14790
小行星14790（14790 Beletskij）是一颗绕太阳运转的小行星，为主小行星带小行星。该小行星于1970年7月30日发现。

## 轨道参数
小行星14790的轨道半长轴为2.6939956 UA，离心率为0.315。